# Weniamin Sergejewitsch Reschetnikow

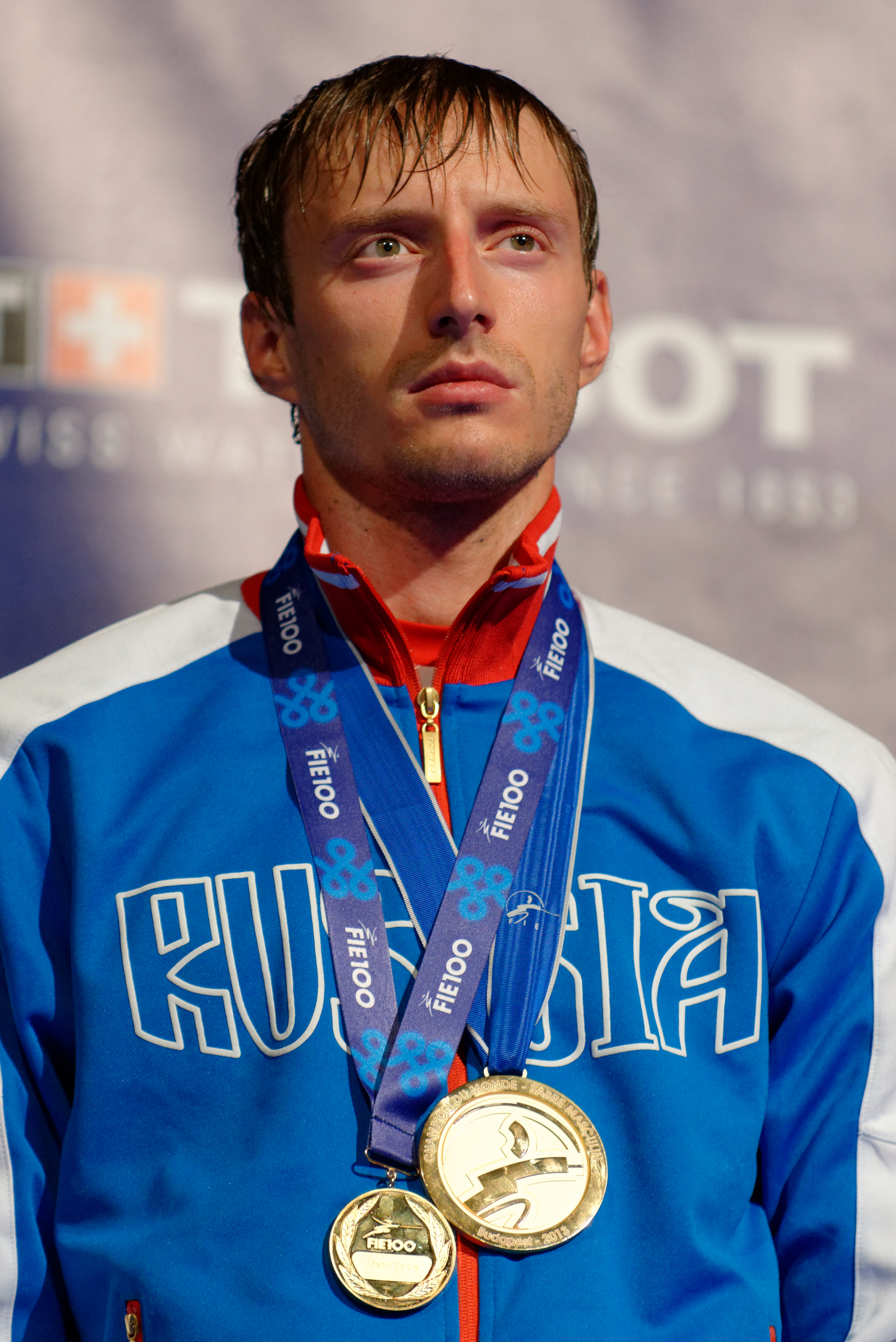
Weniamin Reschetnikow (2013)

Weniamin Sergejewitsch Reschetnikow (russisch Вениамин Сергеевич Решетников; * 28. Juli 1986 in Nowosibirsk, Russische SFSR, Sowjetunion) ist ein russischer Säbelfechter und Weltmeister.

## Erfolge
2007 wurde er in Gent Mannschaftseuropameister,
2009 wurde er in Plowdiw Einzeleuropameister.
2010 gewann Reschetnikow bei den Weltmeisterschaften in Paris Gold mit der Mannschaft und Bronze im Einzel, 2011 bei den Weltmeisterschaften in Catania ebenfalls Gold mit der Mannschaft. Bei den Fechteuropameisterschaften 2011 gewann er Bronze mit der Mannschaft.
2012 wurde er in Legnano erneut Mannschaftseuropameister,
bei den Olympischen Spielen 2012 in London belegte Reschetnikow mit der russischen Mannschaft den vierten und im Säbel-Einzel den 17. Platz.
2013 erreichte Reschetnikow Bronze bei der XXVII. Sommer-Universiade in Kasan im Einzel, in Budapest wurde er Weltmeister im Einzel und mit der Mannschaft.
2014 errang er bei der Europameisterschaft in Straßburg Silber im Einzel und mit der Mannschaft. 2019 wurde er in Düsseldorf erneut Europameister im Einzel.